# 陳綺明
陳綺明（Betty Chan），香港前女藝人，曾於國泰航空任職空中服務員，曾經是國際航空小姐冠軍。
1992年參選亞洲小姐競選，被傳媒封為該屆的頂頭大熱
，於准決賽擊敗其他17位佳麗連奪獲得最上鏡小姐名銜及最完美體態獎，並順利入圍決賽10強，鋒頭一時無兩。雖然被各界看好，但是在決賽當晚僅能入前五名而最後落選三甲。
當選亞姐後即簽約亞洲電視，初期曾經受到公司短期重視，1993年被派擔任中國教父的第一女主角，此劇當年更為亞視取得不俗收視率，但是之後迅速被公司冷落，受捧程度大不如前，只能在後期劇集擔任配角。
1995年陳綺明離開亞視而投身電影圈，向媒體宣稱為博機會並不介意性感演出。隔年，擔當的三級片癲馬女郎之一夜情上映，但是電影無人問津兼票房慘敗，僅得港幣68萬。
1999年後，陳綺明淡出娛樂圈。
2013年擔任亞姐百人嘉賓時自稱當年參選亞姐排名是「梗頸四」。
2017年至2018年為仁美清敍擔任副主席一职。

## 走光事件
1996年6月9日，陳綺明出席一家電台在大埔游泳池舉行的《群星奧運大挑戰》活動，在離開水面後到池邊讓記者拍照時，因當日穿著的白色泳衣移位，露出左胸乳頭達5分鐘，才被助手提醒走光，並立即整理好泳衣。

## 演出作品

### 電視劇（亞洲電視）
- 1993年：鐵咀雞與扭紋柴
- 1993年：中國教父 飾 韓雪冬
- 1993年：槍神 飾 官寶玲
- 1994年：中國教父II之再起風雲 飾 陳雪梅
- 1994年：洪熙官 飾 佟敏
- 1994年：九王奪位 飾 秋夢月
- 1994年：可憐天下父母心 飾 梁碧心

### 網劇
- 2017年：神精學妹 飾 樂琪

### 電影
- 1995年：95陀槍女警
- 1996年：正牌香蕉俱樂部
- 1996年：狂野三千響
- 1996年：癲馬女郎之一夜情 飾 Grace
- 1997年：97家有囍事
- 1998年：無敵鐵沙掌
- 1999年：豔舞陷阱 飾 王綺華
- 1999年：四級殺人狂二男瘋